# Utrecht–Rotterdam-vasútvonal
Az Utrecht–Rotterdam-vasútvonal egy 60 km hosszú, 1,5 kV egyenárammal villamosított, normál nyomtávolságú, kétvágányú vasútvonal Hollandiában Utrecht és Rotterdam között.